# Screamo
Screamo er en subgenre af musikgenren emo, der opstod i starten af 1990'erne i byen San Diego. 

## Historie
De første bands inden for denne genre var bands som Angel Hair, Heroin, Clikatat Ikatowi og Antioch Arrow, der alle udgav deres plader på det lokale DIY pladeselskab Gravity records. Disse bands adskilte sig fra andre emo-bands ved at være mere kaotiske, aggressive og nærmest hysteriske i deres udtryk, og det vil ikke være forkert at sige at screamo er den ekstreme evolution af emo-genren. 
Op igennem 90erne udviklede genren sig musikalsk igennem navne som Orchid, Saetia, You and I og Reversal of Man, og her i det nye årtusinde er genren blevet videreført af bands som Funeral Diner og City of Caterpillar. Disse sidst nævnte bands betegnes også som post-screamo, eftersom de benytter elementer af post-rock i deres musik.

## Generelle træk
Generelt set er screamo kendetegnet ved at blande ekstrem aggressivitet med meget emotionelle, og nærmest klynkende passager. Derudover er musikken ofte forholdsvis kompleks i strukturen i forhold til almindelig emo, og rytmerne ofte mere skæve og off-beat. 
Ligesom med hardcore punk og emo er DIY-idealerne en væsentlig del af screamoscenen. Genren er stort set ukendt af mainstreamkulturen. 